# Brachythemis leucosticta
Brachythemis leucosticta е вид водно конче от семейство Libellulidae. Видът не е застрашен от изчезване.

## Разпространение
Разпространен е в Алжир, Ангола, Бенин, Ботсвана, Буркина Фасо, Гамбия, Гана, Гвинея, Гвинея-Бисау, Демократична република Конго, Египет, Етиопия, Замбия, Зимбабве, Израел, Испания, Италия, Кения, Кот д'Ивоар, Мавритания, Мадагаскар, Малави, Мали, Мароко, Мозамбик, Намибия, Нигер, Нигерия, Португалия, Саудитска Арабия, Сенегал, Сомалия, Судан, Танзания, Того, Тунис, Турция, Уганда, Чад, Южен Судан и Южна Африка.